# César Macedo
César Macedo (Luz, 22 de fevereiro de 1935 – Franco da Rocha, 30 de abril de 2016), mais conhecido pelo nome artístico Eugenio foi um ator e comediante brasileiro.

## Carreira
Iniciou sua carreira artística no circo em 1955 e dois anos depois estava nos palcos dos teatros com o espetáculo O Negrinho Contador.
Seu primeiro trabalho no Cinema foi em um pequeno papel, em 1965, no filme São Paulo S/A de Luis Sérgio Person. Atuou também na grande tela em Cada Um Dá o Que Tem e O Campineiro, Garotão Para Madames.
Na TV durante os anos 60, participou de vários comerciais e fez pequenas participações em programas, series e novelas da Rede Globo inclusive no humorístico Riso Sinal Aberto (1967) e Sítio do Picapau Amarelo (1977-1986) onde interpretou o "Viscondinho", e em seguida outro personagem chamado "Duende".
Sua fama veio a tona no ano de 1990 onde ficou conhecido por interpretar o personagem Seu Eugênio, no programa humorístico Escolinha do Professor Raimundo, em seguida na Escolinha do Barulho, da Rede Record, entre 1999 e 2001, Uma Escolinha Muito Louca (2008-2010) da Rede Bandeirantes e na Escolinha do Gugu, seu último trabalho na TV entre 2011-2013. O personagem era uma paródia do cientista Albert Einstein, e tinha bordões conhecidos como "Pode perguntar que comigo é na manteiga!".

## Morte
Diagnosticado com o Mal de Alzheimer desde setembro de 2015, César foi internado no Hospital de Mairiporã em 13 de abril de 2016 após fraturar o fêmur em um acidente em sua casa, passando por uma cirurgia. A cirurgia lhe ocasionou uma infecção hospitalar e pneumonia. Recebeu alta, vindo a se internar pouco tempo depois, no Hospital Estadual de Franco da Rocha, onde morreu, na manhã de 30 de abril de 2016. Tinha 81 anos de idade.